# Брезовица при Стопичах
Брезовица при Стопичах (словен. Brezovica pri Stopičah) је насељено место у општини Ново Место, регија Југоисточна Словенија, Словенија.

## Историја
До територијалне реорганизације у Словенији била је у саставу старе општине Ново Место.

## Становништво
У попису становништва из 2011. године, Брезовица при Стопичах је имала 29 становника.
| Број становника према пописима | Број становника према пописима | Број становника према пописима |
| ------------------------------ | ------------------------------ | ------------------------------ |
| 1991                           | 2002                           | 2011                           |
| 42                             | 30                             | 29                             |

Напомена: До 1953. исказивано под именом Брезовица.